# شانغ يانغ
شانج يانج (Shang Yang) ((بالصينية: 商鞅; البينيين: Shāng Yāng; ويد–جيلز: Shang Yang)، 390-338 بعد الميلاد) كان رجل دولة في ولاية كين أثناء تاريخ حقبة الممالك المتحاربة في التاريخ الصيني. وُلد وي يانج (Wei Yang) ((بالصينية المبسطة: 卫鞅; بالصينية التقليدية: 衛鞅)) في ولاية وي، وبدعمٍ من الدوق زياو، دوق كين (Duke Xiao of Qin)، أجرى يانج إصلاحات عديدة في ولاية كين ارتبطت هذه الإصلاحات بالفلسفة القانونية، كما سُجل في كتاب اللورد شانج (The Book of Lord Shang)، كما ساهمت في تغيير كين من ولاية هامشية إلى مملكة عسكرية قوية ومركزية بصورة كبيرة. وقد قام بتغيير إدارة الولاية من خلال التركيز على الجدارة وتجريد طبقة النبلاء من نفوذهم.

## الإصلاحات
كانت الغالبية العظمى من إصلاحات يانج مأخوذة من السياسات المتبعة في أماكن أخرى، مثل وو كي (Wu Qi) في ولاية تشو؛[بحاجة لمصدر] ومع ذلك، كانت إصلاحات يانج أكثر شمولاً وعمقًا من تلك المتبعة في الولايات الأخرى. وتحت حكم يانج، واكبت كين الإصلاحات التي تم تشريعها في الولايات الأخرى بسرعة، بل وتفوقت عليها كذلك.
وبعد أن اعتلى الدوق زياو، دوق كين، عرش كين، ترك يانج منصبه المتواضع في ولاية وي (التي كان من أسرتها الحاكمة، لكنه لم يحظ بمنصب رفيع فيها ) ليصبح كبير المستشارين في كين بتوصية من الدوق زياو. وهناك، أثرت التغييرات التي أجراها على النظام القانوني بالولاية (الذي كان يقال أنه تم وضعه بناءً على شريعة القانون (Canon of Laws) الذي ألفه لي كوي (Li Kui)، وكان له تأثيرًا كبيرًا على ازدهار كين. وقد وضعت سياساته أساسًا أتاح لولاية كين غزو الصين بأكملها وتوحيد البلاد لأول مرة، الأمر الذي كان إيذانًا ببدء عهد أسرة كين الحاكمة.
ووفقًا لـ هان فيزي (Han Feizi)، يعود إليه الفضل في وضع نظريتين؛
1. دينج فا (Ding Fa) (定法؛ أي إصلاح المعايير المتبعة)
2. يي مين (Yi Min) (一民، أي معاملة الجميع على حدٍ سواء)

### الآراء الفلسفية
آمن يانج بسيادة القانون واعتبر أن الولاء للدولة يأتي أولاً قبل الولاء للعائلة.
قام يانج بإجراء مجموعتين من التغييرات على ولاية كين. كانت المجموعة الأولى في عام 356 قبل الميلاد، حيث:
1. تم تنفيذ مبادئ كتاب القانون (Book of Law) الذي وضعه لي كوي، مع إضافة قاعدة هامة تنص على تطبيق العقوبة نفسها على مرتكب الجريمة وعلى من يكون على دراية بالجريمة ولم يخبر الحكومة؛ كما جعل من هذه الإصلاحات قوانين يُعمل بها.
2. كما جرّد النبلاء من حقوق ملكية الأراضي ووزع الأراضي على الجنود حسب نجاحهم العسكري. وقد تم تقسيم الجيش كذلك إلى عشرين رتبة عسكرية، وفقًا لنجاحات المتحققة في أرض المعركة.
3. ونظرًا لافتقاد ولاية كين للقوى العاملة، شجّع يانج زراعة الأراضي غير المسكونة والأراضي الغربية، بحيث فضّل الزراعة على التجارة

وقد طبّق يانج مجموعة التغييرات الثانية في عام 350 قبل الميلاد، التي اشتملت على نظام قياسي جديد لتخصيص الأراضي، فضلاً عن إصلاحات تمت على النظام الضريبي.

### السياسات المحلية
وقد طبق يانج إصلاحات الأراضي وتخصيصها، وكافأ المزارعين الذين يزيد معدل محصولهم، بينما استعبد المزارعين الذين فشلوا في تحقيق المعدل المطلوب، واستخدم المزارعين المستعبدين كمكافأة لمن يتبع السياسات الحكومية.
ونظرًا لقلة القوى العاملة في كين بالنسبة إلى الولايات الأخرى في ذلك الوقت، سن يانج سياسات جديدة لزيادة القوى العاملة. ونظرًا أيضًا لتجنيد فلاحي كين في الجيش، شجّع يانج هجرة فلاحي الولايات الأخرى إلى كين بنشاط كتعويض للقوى العاملة، وقد أدت هذه السياسة إلى زيادة القوى العاملة في كين وفي الوقت نفسه أضعفت القوى العاملة للولايات الأخرى المنافسة لكين. وجديرٌ بالذكر أن يانج قد سنّ القوانين التي تجبر المواطنين على الزواج المبكر، كما أقر قوانين ضريبية لتشجيع إنجاب العديد من الأطفال. فضلاً عن ذلك، سنّ سياسات تهدف إلى إطلاق سراح المتهمين الذين يعملون في زراعة الأراضي الغربية المفتوحة. 
ألغى يانج حق البكورة، وسن ضريبة مضاعفة على المنازل التي تحتوي على أكثر من ابن واحد يعيش بالمنزل، وذلك لتفتيت العشائر الكبيرة وتحويلها إلى أسر نووية.
وقد نقل يانج العاصمة للحد من تأثير النبلاء على الإدارة.

## وفاة شانج يانج
لم يعش يانج طويلاً بعد وفاة دوق زياو، دوق كين، وذلك للكره الشديد الذي كان يكنه نبلاء كين له. فقد أمر الحاكم التالي، الملك هوين (King Huiwen)، بإعدام يانج وأسرته، بتهمة إثارة الشغب. إذ أقدم يانج سابقًا على إهانة الدوق الجديد «من خلال معاقبته على جريمة ارتكبها فعلاً، وكأنه مواطن عادي.» حاول يانج الاختباء والإقامة في أحد الفنادق. لكن مالك الفندق رفض إيواءه كضيف، لأن قوانين يانج تمنع إيواء ضيف قبل تقديم ما يحدد هويته، وهو قانون نفذّه يانج بنفسه.
تم إعدام يانج بالعربة المشقوقة (車裂, تقطيع أوصاله، إذ تم ربطه إلى خمس عربات أو ماشية، وتمزق إلى أشلاء)؛ وقد أعدمت عائلته بالكامل كذلك. ورغم وفاته، أبقى الملك هوين على الإصلاحات التي سنها يانج. ولم يتبقَ من الإصدارات البديلة التي تتناول وفاة شانج يانج إلا القليل. ووفقًا لسيما كيان (Sima Qian) في سجلات المؤرخ العظيم (Records of the Grand Historian) التي كتبها، يُذكر أن شانج يانج هرب إلى مقاطعته، حيث درّب جيشًا من المتمردين لكنه قتل في المعركة. وبعد المعركة، أقدم الملك هوي، ملك كين، على التمثيل بجثته وتمزيقها إلى أشلاء باستخدام العربات، ليجعل منه عبرةً للآخرين.
وقد كان الباحثون الكنفوشيوسون من أكبر معارضي منهج شانج يانج القانوني[بحاجة لمصدر].

## وصلات خارجية
- مؤلفات Shang Yang في مشروع غوتنبرغ (in Chinese)